# Pivka–Fiume-vasútvonal
A Pivka–Fiume-vasútvonal egy 55,4 km hosszúságú, normál nyomtávolságú, egyvágányú, villamosított nemzetközi vasútvonal a szlovén Pivka és a horvát Fiume között.

## Története
A Pivka és Fiume közötti vasútvonalat az osztrák államigazgatás 1859-ben koncesszióba adta, és a Déli Vasút a Südbahn mellékvonalaként építette meg, és 1873-ban nyitotta meg. A vasútvonal által Béccsel teremtett közvetlen elérhetőség többek között Abbázia tengerparti üdülőhely jelentős fellendüléséhez vezetett.
Az első világháború következtében, a St. Germain-i békeszerződés és a rapallói egyezmény alapján a vonal vonzáskörzete Olaszországhoz került. A Pivka–Fiume-vasútvonal is az Olasz Államvasutakhoz került ezen az alapon. A második világháború után, az 1946-os párizsi békekonferencia eredményeként a régió Jugoszláviához került, és a vasúti létesítmények a Jugoszláv Vasutakhoz kerültek.
Jugoszlávia 1991-es felbomlásával az érintett szakaszok átkerültek az újonnan alapított szlovén (Slovenske železnice, SŽ) és horvát (Hrvatske željeznice, HŽ) vasúttársaságokhoz.

## Útvonal
Pivka állomáson a vonal dél felé ágazik el a Südbahn-tól, és kezdetben nyugat felé elkerüli a kis Šmihel-medencét.

## Villamosítása
Miután az egykori Osztrák Déli Vasút akkori olaszországi Trieszt-Postojna szakaszát már 1935-ben 3000 V egyenáramú olasz vontatási áramrendszerrel villamosították, 1936-ban a Pivka-Fiume vonalat is ezzel a rendszerrel szerelte fel az Olasz Államvasutak.
Többéves építés után a horvátországi Šapjane-Fiume szakaszt a Zágráb-Fiume-vasútvonal Moravice-Fiume szakaszával együtt 2012. december közepén a Horvát Vasutak átállította a 25 kV-os és 50 Hz-es váltakozó áramú rendszerre,  így Šapjane állomás rendszerváltó állomássá vált. A tőle északra, a szlovén államhatárig tartó közel három kilométeres pályaszakasz így Horvátország utolsó egyenárammal villamosított pályaszakasza.